# System/32

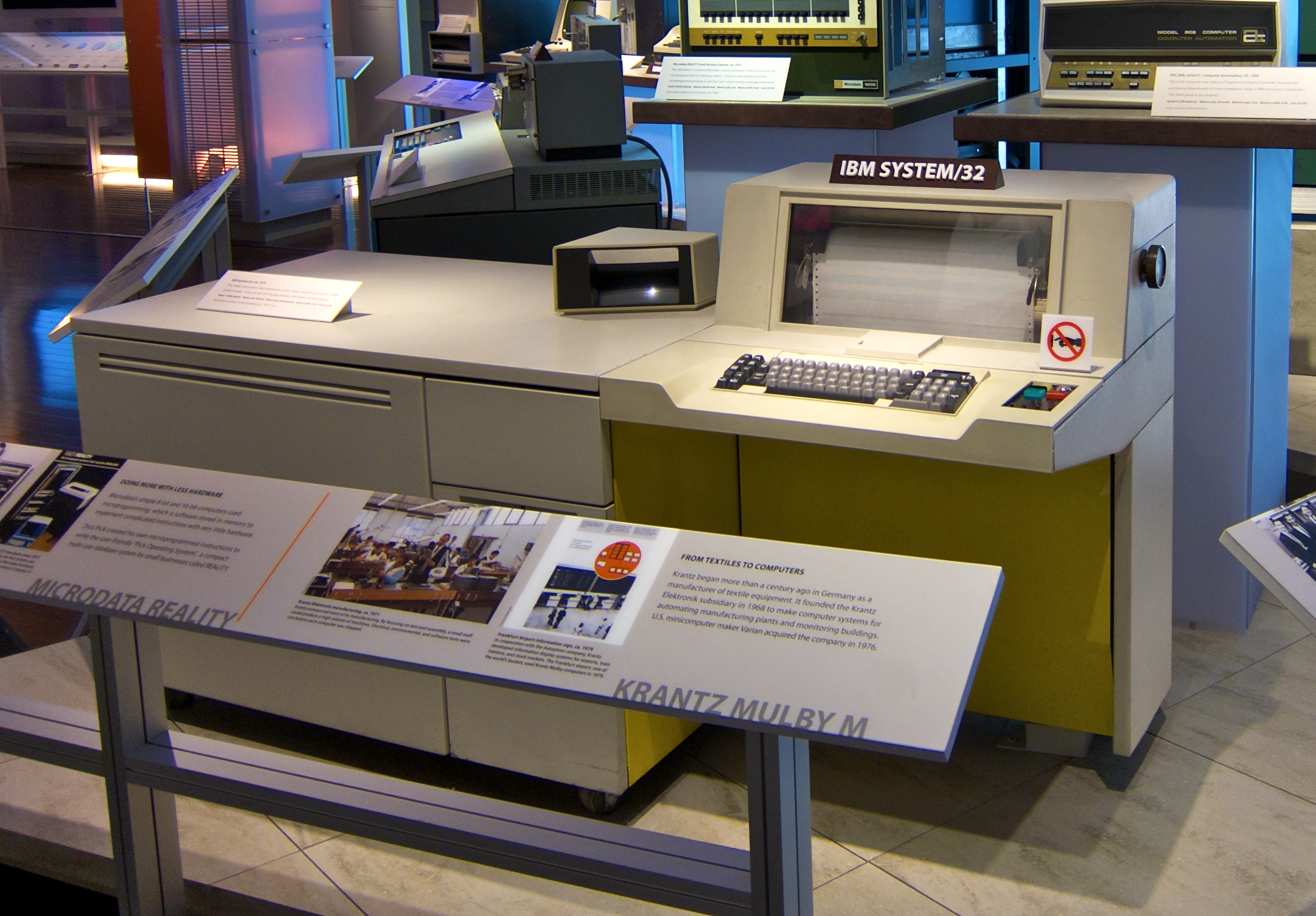

System/32（S/32、システム/32）は、IBMが1975年にリリースしたミッドレンジコンピュータである。

## 呼称
米国ではミニコンピュータ、日本ではオフィスコンピュータに分類される事が多い。IBMの資料では当時は「小型（Small）」、現在はPCサーバ等も普及したため「中型（Midrange）」と呼んでいる。

## 概要
主に中小規模の法人や部門の事務処理用であり、「デスクサイズ」にプロセッサー、ディスク装置、ディスケット（フロッピーディスク）装置、コンソール、プリンターが含まれており、これに業種別プログラムを組み合わせて販売された。
System/3の後継であり、後継はSystem/34、System/36である。1984年には販売停止となった。

## 歴史
- 1969年 System/3 発表（RPG II）
- 1975年 System/32 発表（RPG II）
- 1977年 System/34 発表（RPG II、SSP)
- 1983年 System/36 発表（RPG II、SSP）
- 1988年 AS/400発表（RPG III、OS/400）
- 2000年 eServer iSeries と改称
- 2006年 System i と改称